# Щурівка (Ізюмський район)
Щурі́вка — село в Україні, у Балаклійській міській громаді Ізюмського району Харківської області. Населення становить 131 особу.
Колишня назва — Вільховий Ріг.

## Географія
Село Щурівка знаходиться на правому високому березі річки Сіверський Донець. На протилежному березі річки багато озер, болота, місцями порослі лісом.

## Історія
12 червня 2020 року, відповідно до Розпорядження Кабінету Міністрів України  № 725-р «Про визначення адміністративних центрів та затвердження територій територіальних громад Харківської області», увійшло до складу Балаклійської міської територіальної громади.
19 липня 2020 року, в результаті адміністративно-територіальної реформи та ліквідації Балаклійського району, село увійшло до складу новоутвореного Ізюмського району.

## Походження назви
Назва походить від невеликої зеленої птиці яка гніздиться в ярах в окрузі села. Стародавня назва — Вільховий Ріг.

## Археологія
- Пам'ятники верхнього палеоліту (40 — 10 тис. років тому) виявлені в районі села Щурівка.
- Археологічні розкопки біля сіл Щурівка і Нова Гусарівка свідчить, що територія району була заселена ще з часів неоліту. Зокрема, до наших днів дожили сліди двох стоянок неоліту, поселення періоду бронзи та ранньої залізної доби, а також скіфський курган IV—III ст. до н. е.

## Історія
1706 рік — дата заснування.
Село постраждало внаслідок геноциду українського народу, проведеного урядом СССР в 1932—1933 роках, кількість встановлених жертв у Байраках, Байраку-1, Байраку-2, Донецькому, Задонецькому, комуні Червоний Донець, Новій Гусарівці, Щурівці, Гашновій (Гановій), Вільхуватці — 309 людей.
У ході російського вторгнення в Україну 2022 року село було окуповане від 13 березня. Звільнено українськими військами 7 вересня того ж року.

## Економіка
В селі є молочно-товарна та свино-товарна ферми.
На даний момент в селі відсутня економіка, так як немає жодного підприємства, і працездатне населення їздить на роботу в м. Балаклія.

## Відомі особи
Антін Васильович Яременко — (17 грудня 1899, с. Вільховий Ріг, Ізюмського повіту Харківської губернії (тепер с. Щурівка, Ізюмського району Харківської обл). — 18 грудня 1992, штат Нью-Джерсі, США). Військовий і громадський діяч, інженер-гідротехнік (5.04.1932), меценат; козак Сердюцької дивізії Армії Української Держави у 1918 році, згодом хорунжий Армії УНР.

## Галерея

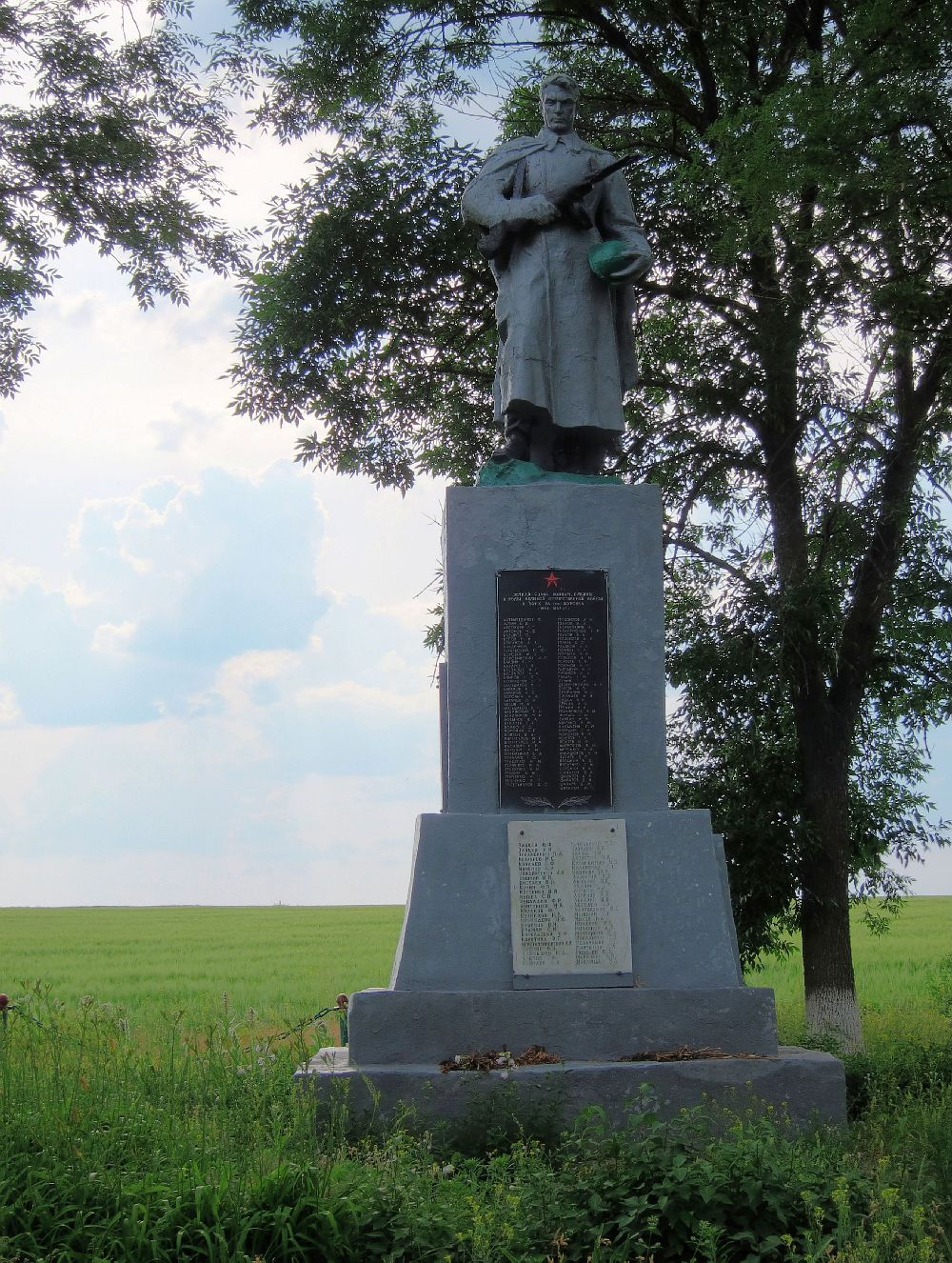
Братське поховання у с. Щурівка
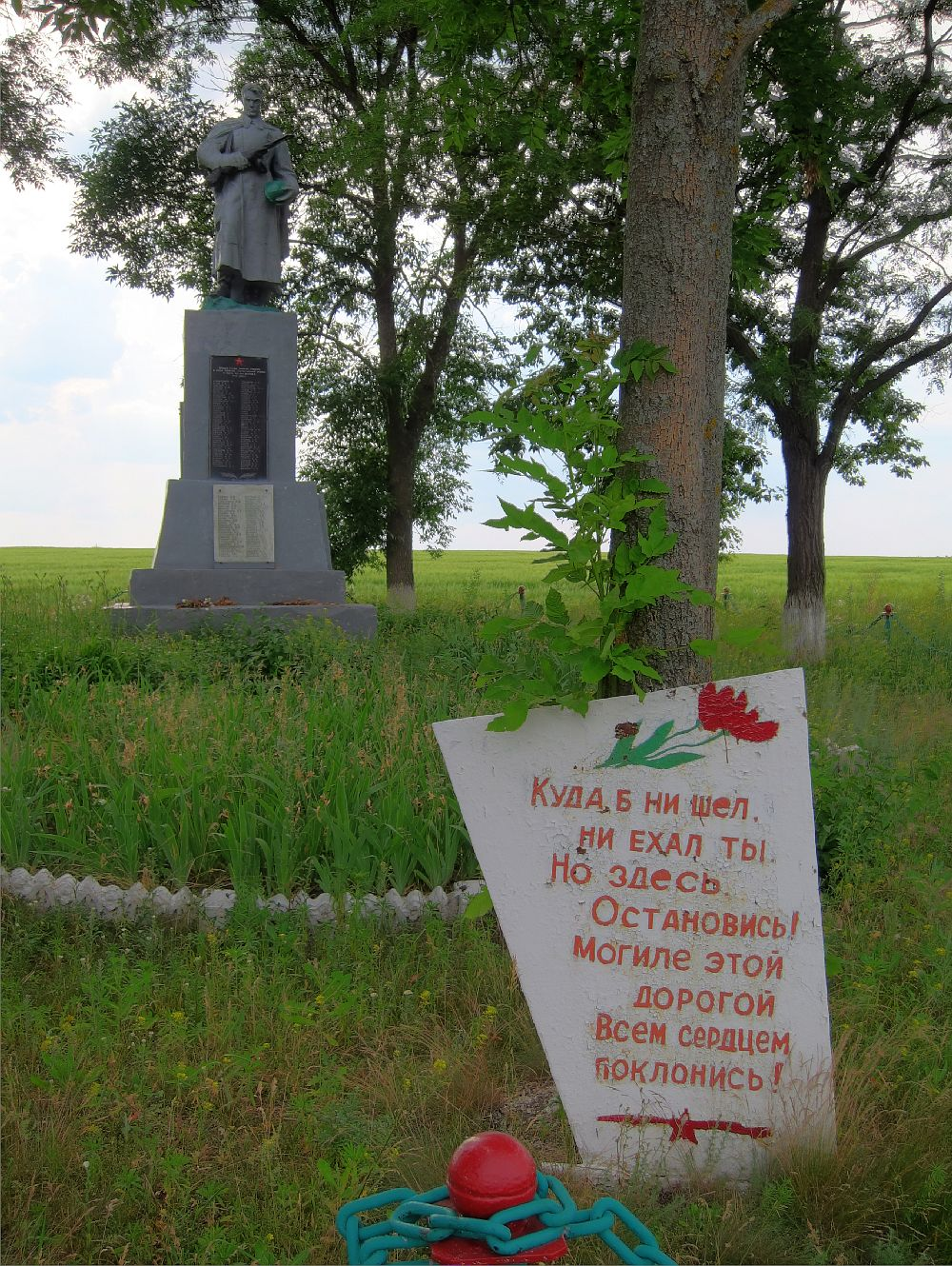
Братське поховання. Поховано 188 воїнів

## Також
- Перелік населених пунктів, що постраждали від Голодомору 1932-1933, Харківська область